# Seillonne

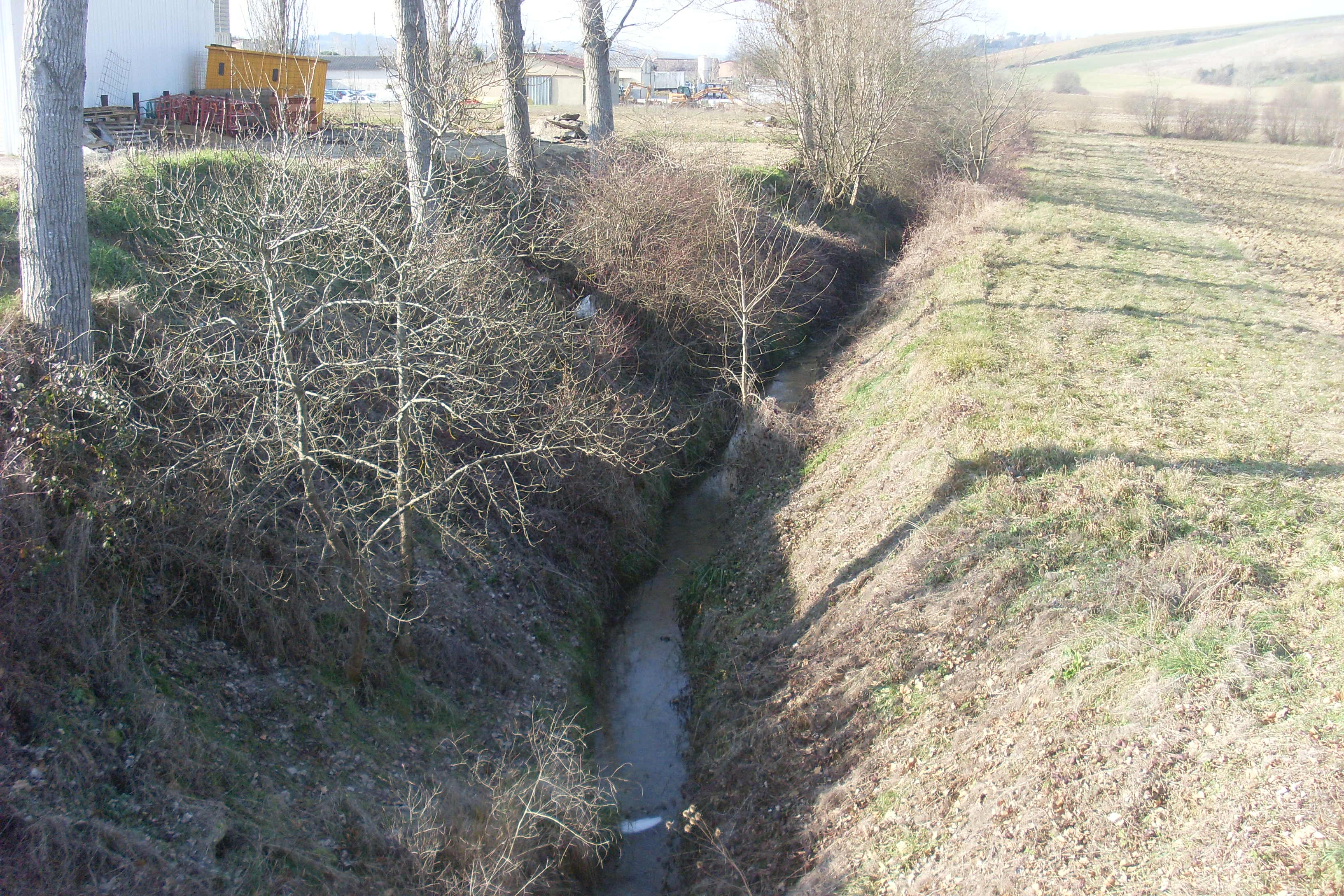
La Seillonne à Drémil-Lafage.

La Seillonne est une rivière du Sud-Ouest de la France, affluent de la Sausse, sous-affluent de l'Hers Mort, qui se jette dans la Garonne.

## Géographie
De 24,1 km de longueur, elle prend sa source sur la commune de Caraman, dans la Haute-Garonne et se jette dans la Sausse en rive gauche sur la commune de L'Union.

## Départements et communes traversées
- Haute-Garonne : Montrabé, Toulouse, L'Union, Aurin, Maureville, Caraman, Balma, Flourens, Pin-Balma, Mons, Drémil-Lafage, Saint-Pierre-de-Lages, Lanta.

## Principaux affluents
- Ruisseau des Capelas, 3,4 km
- Ruisseau de Roussel, 6,4 km
- Ruisseau de la Garrigue, 4,6 km
- Ruisseau de Gazel, 5,9 km